# Jacopo Sala
Jacopo Sala (Bergamo, 5 december 1991) is een Italiaans voetballer die doorgaans als centrale middenvelder speelt. Hij verruilde SPAL in september 2020 voor Spezia.

## Clubcarrière
Sala is geboren in Bergamo en sloot zich aan bij het lokale Atalanta Bergamo. Op vijftienjarige leeftijd trok hij naar Chelsea. In 2011 tekende hij een driejarig contract bij Hamburger SV. Op 22 januari 2012 debuteerde de centrale middenvelder in de Bundesliga tegen Borussia Dortmund (1–5 verlies). Op 4 februari 2012 maakte hij zijn eerste competitietreffer tegen Bayern München. Hij bracht zijn team na 23 minuten op voorsprong, maar zag Bayern via Ivica Olić tegen scoren (1–1 gelijkspel).
Op 24 juli 2013 keerde de Italiaan terug naar zijn geboorteland, waar hij zich verbond aan Hellas Verona. Hij debuteerde op 1 september 2013 in de Serie A tegen AS Roma (3–0 verlies). Zijn eerste doelpunt in de Serie A maakte hij tegen ACF Fiorentina (3–5 verlies) op 13 april 2014. In januari 2016 werd hij verhuurd aan UC Sampdoria, dat hem definitief overnam in het daaropvolgende seizoen. In 2019 tekende hij bij SPAL, waarmee hij uit de Serie A degradeerde. Hijzelf bleef wel actief op het hoogste niveau doordat Spezia Calcio hem contracteerde.

## Interlandcarrière
Sala kwam uit voor diverse Italiaanse nationale jeugdelftallen. In 2012 debuteerde hij voor Italië –21, waarvoor hij één doelpunt maakte in zes interlands.